# Chlidichthys pembae
Chlidichthys pembae är en fiskart som beskrevs av Smith, 1954. Chlidichthys pembae ingår i släktet Chlidichthys och familjen Pseudochromidae. Inga underarter finns listade i Catalogue of Life.